# قائمة عمليات كتائب الشهيد عز الدين القسام العسكرية

شعار كتائب الشهيد عز الدين القسام

قامت كتائب الشهيد عز الدين القسام بالعديد من العمليات العسكرية ضد الاحتلال الإسرائيلي منذ إعلان تأسيس حركة المقاومة الإسلامية "حماس" عام 1987م في سلسلة من العمليات العسكرية الجهادية، بالإضافة إلى عدة حروب مُعترف بها.

## العمليات العسكرية
هذا جزء من عمليات القسام مرتبة حسب الترتيب الهجائي من أ-ي:
- عمليات الثأر المقدس
- عملية أرئيل
- عملية أسر الجندي نسيم تولدانو
- عملية أسر الرقيب فاكسمان
- عملية اقتحام عتصمونا
- عملية أول الغيث
- عملية الجامعة العبرية
- عملية السهم الثاقب (فلسطين)
- عملية العاشر من رمضان
- عملية الوهم المتبدد
- عملية براكين الغضب
- الرد الفلسطيني على مجزرة الحرم الإبراهيمي
- عملية زلزلة الحصون
- عملية مطعم سبارو
- عملية سيل النار
- عملية شارع بن يهودا
- عملية صيد الأفاعي
- عملية عمانوئيل الأولى
- عملية مسجد مصعب بن عمير
- عملية ميناء أشدود
- عملية ناحل عوز
- عملية نذير الانفجار
- عمليتي أسر الجنديين إيلان سعدون وآفي سسبورتس
- عملية طوفان الأقصى
- قتل المستوطنين الإسرائيليين الثلاثة 2014
- هجوم الضفة الغربية في أغسطس 2010
- عملية القدس الغربية المزدوجة
- تفجير معبر إيرز 2004